# Felipe Mendoza Guerrero
Felipe Mendoza Guerrero (Camacho, San Ignacio, Sinaloa; 16 de enero de 1968) es poeta y académico mexicano. 

## Biografía

### Primeros años
Nació en un pequeño pueblo del estado de Sinaloa en el Noroeste de México, proveniente de una familia rural numerosa, su pueblo natal (Camacho) es una pequeña localidad que forma parte del Municipio de San Ignacio en el Sur de Sinaloa que colinda con el Estado de Durango y los Municipios Sinaloenses de Elota, Cosalá y Mazatlán. Su familia terminaría mudándose a Culiacán Rosales, la capital del Estado de Sinaloa.

### Vida Académica
Poeta y ensayista; es licenciado en Lengua y letras hispánicas por la Universidad Autónoma de Sinaloa, y tiene créditos de Maestría en literatura mexicana por la Universidad Nacional Autónoma de México. 
Ha participado y ha sido ponente en encuentros de literatura tales como el Encuentro traspasando fronteras, en la ciudad de Tijuana, Celebración del Centenario de Gilberto Owen en la ciudad de Malinalco (Estado de México), organizado por la Universidad Autónoma del Estado de México, y en el organizado por Bellas Artes y la Biblioteca Nacional de la Universidad Nacional Autónoma de México en la Ciudad de México, 2004. También ha participado en la conferencia sobre Jaime Labastida en el otorgamiento del doctorado honoris causa por la Universidad Autónoma de Sinaloa., y en el Festival Internacional de Poesía “Cielo abierto” en Lima, Perú, en el año 2008. Profesor de Tiempo Completo en la Coordinación General de Extensión de la Cultura y los Servicios y de Asignatura en la Escuela de Filosofía y letras en la UAS. Actualmente es miembro “Ad Honorem” del Proyecto Integral Yoreme, miembro de la red nacional de salas de lectura del CONACULTA. Ha llegado a presentar sus obras en la localidad de San Javier.

### Publicaciones
Ha publicado en más de 50 revistas literarias de México y el extranjero. Es autor de los libros de poesía: Acertijo de color (Editorial DIFOCUR, 1993), Fatiga para la luz (Cronopia Editores, 1995) Fruto de soledad (Fondo Editorial Tierra Adentro, 2001), Los vientos enemigos (Ediciones sin nombre y DIFOCUR) y Temas literarios (Colegio de Sinaloa Editorial, 2004). Además, sus poemas han aparecido en algunas antologías de poesía tales como El manantial latente de Ernesto Lumbreras, Antología de la poesía sinaloense de Refugio Salazar, Cinco al patíbulo. Antología de poetas sinaloenses de Rubén Rivera y Permanencia del relámpago, Praxis Editorial, del mismo autor. También aparece en el colectivo Con una voz en cada puerto, ensayos en torno a Gilberto Owen, compilado por Susana Eldriw Thomas (Editorial Tierra Adentro, 2006).

### Familiares
Es hermano del fallecido académico y lingüista sinaloense José Everardo Mendoza Guerrero. Esta emparentado por línea materna con el pre-revolucionario sinaloense Heraclio Bernal nacido en pueblo del El Chaco en el Municipio de San Ignacio y de donde es originaria su madre Socorro Guerrero Bernal.

### Premios y distinciones
Es Mérito Universitario 2003-2004, por la UAS, por su labor literaria en México, y ha sido becario del Fondo Estatal para la Cultura y las Artes en dos ocasiones, del CONACYT para estudios de maestría, y en PACMYC con el Proyecto Jiagui in noca (Las palabras de la lengua) edición 2006.